# Cittadino dello spazio
Cittadino dello spazio (This Island Earth) è un film del 1955 diretto da Joseph Newman e da Jack Arnold (non accreditato). È liberamente tratto dal romanzo Il cittadino dello spazio (This Island Earth)  di Raymond F. Jones. Prima pellicola di fantascienza a colori prodotta dalla Universal, è considerato uno dei classici del cinema di fantascienza ed è spesso citato come la prima vera space opera cinematografica.

## Trama
Un giovane e brillante scienziato di nome Cal Meacham, che sta conducendo esperimenti avanzati sull'uso dell'energia atomica, riceve il catalogo dei prodotti innovativi di una misteriosa ditta e, incuriosito, ordina un kit di montaggio di un'apparecchiatura sconosciuta, chiamata Interocitor. Dopo averlo assemblato, l'apparecchio inizia a funzionare, mettendo in comunicazione audiovisiva lo scienziato con uno sconosciuto, che gli dice di avere in tal modo superato il test e lo invita a una visita al proprio laboratorio scientifico. Dopodiché l'apparecchiatura si autodistrugge. Meacham non può resistere alla curiosità e, arrivato sulle colline della Georgia a bordo di un aereo senza pilota, scopre che lo straniero, di nome Exeter, ha riunito un gruppo di valenti scienziati in un luogo isolato per lavorare assieme, con lo scopo dichiarato di favorire il progresso della civiltà e di liberare il mondo dal pericolo della guerra.
Pur essendo trattato con tutti i riguardi Meacham, insieme alla collega Ruth Adams e a un terzo ricercatore, Steve Carlson, scopre che agli altri scienziati è stata tolta la volontà. I tre decidono di ribellarsi a Exeter e tentano la fuga impadronendosi di un'auto, ma vengono inseguiti da un letale raggio esplosivo. Carlson si sacrifica per salvare i due colleghi e rimane ucciso. Meacham e la sua compagna cercano di fuggire su un piccolo aereo ma vengono catturati da un'astronave che, prima di lasciare il pianeta, distrugge anche il centro di ricerche per non lasciare tracce. Exeter rivela di essere un alieno e spiega che la sua è una missione disperata, perché il suo pianeta, che si chiama Metaluna, sta per essere distrutto dal Popolo delle Meteore, la razza degli Zaghon. Gli abitanti di Metaluna non hanno più uranio per produrre energia che sostenga lo schermo difensivo del pianeta e hanno quindi bisogno dell'aiuto dei terrestri per crearne a tonnellate.
Exeter conduce Meacham e Adams sul proprio pianeta. Metaluna è tuttavia allo stremo: gli Zaghon lo bombardano sistematicamente lanciandogli contro dei meteoriti e lo schermo difensivo sta per cedere. Non c'è più tempo e il capo dei metaluniani, chiamato Monitore, dichiara che per salvare il proprio popolo sconfitto non resta altra via di scampo che trasferirne i sopravvissuti sulla Terra, condividendo il mondo con i terrestri. I due scienziati terrestri si dimostrano allarmati dalla prospettiva e il Monitore, per renderli più collaborativi, ordina a Exeter di condurli al condizionamento.
La situazione tuttavia precipita: gli Zaghon hanno lanciato il loro attacco finale e un meteorite colpisce la centrale operativa, uccidendo il Monitore. Exeter e i due terrestri, dopo una lotta contro un mostruoso guardiano mutante, riescono a fuggire sull'astronave e a ritornare sulla Terra, mentre Metaluna si trasforma in un sole. Al loro arrivo Exeter, gravemente ferito, li lascia liberi e conduce la sua astronave, che ha ormai esaurito l'energia, a schiantarsi in mare.

## Produzione
Prima pellicola fantascientifica realizzata in Technicolor dalla Universal, Cittadino dello spazio è una delle prime produzioni di successo del cinema di fantascienza realizzate con grande dispendio di mezzi, insieme a La conquista dello spazio, Il pianeta proibito e Ultimatum alla Terra.

## Distribuzione
In Italia il film è stato distribuito una prima volta su DVD dalla Universal Pictures nel 2011, e successivamente nel 2015 dalla Sinister Film.
Come accadeva frequentemente all'epoca, dal film venne tratto nel 1958 un cortometraggio (10 minuti circa) in 8 mm. per il mercato dell'home video, da parte della Castle Films, casa specializzata in tali produzioni.
Come d'uso in tali casi, la pellicola venne distribuita senza traccia audio e con un titolo diverso da quello del film originale.
In questo caso, venne scelto il titolo di "War of the planets".

## Critica
Fantafilm scrive:

## Citazioni
- La prima parte del film ricorda Dracula di Bram Stoker durante l'invito dei Metaluniani alla loro villa. Così come il bibliotecario di Stoker e come il foglietto con l'invito di Dracula finisce in cenere, così l'espediente del montaggio dell'Interocitor come esca fa la stessa fine. Le similitudini continuano in seguito con la carrozza misteriosa sostituita nel film dall'aereo senza pilota che sbuca dalla nebbia.[3] Questa visione gotica della trama richiama metaforicamente la visione persecutoria americana degli anni cinquanta (Maccartismo): gli uomini di Metaluna sono descritti di aspetto caucasico, spersonalizzati, ubbidienti ad un unico capo totalitario, tutti vestiti uguali, fanatici e inclini alla delazione. Rapiscono gli scienziati americani per farli lavorare al proprio servizio, togliendo loro ogni volontà con una apparecchiatura neurochirurgica.
- Gli Akkroniani, avversari extraterrestri di Zagor, sono stati ideati e disegnati con le medesime sembianze del mutante del pianeta Metaluna.